# Plaza de toros de Mont de Marsan
Las plaza de toros de Mont de Marsan, también conocida como plaza de toros de Plumaçon  (del Gascón Plumassoù : pluma pequeña, plumón) es una plaza de toros primera categoría ubicada en Mont-de-Marsan, capital del departamento francés de las Landas y miembro de la Unión de ciudades taurinas de Francia. Con un aforo de 7100 localidades, cada año en julio acogen cinco corridas de toros durante las fiestas de la Magdalena.

## Presentación

### Orígenes

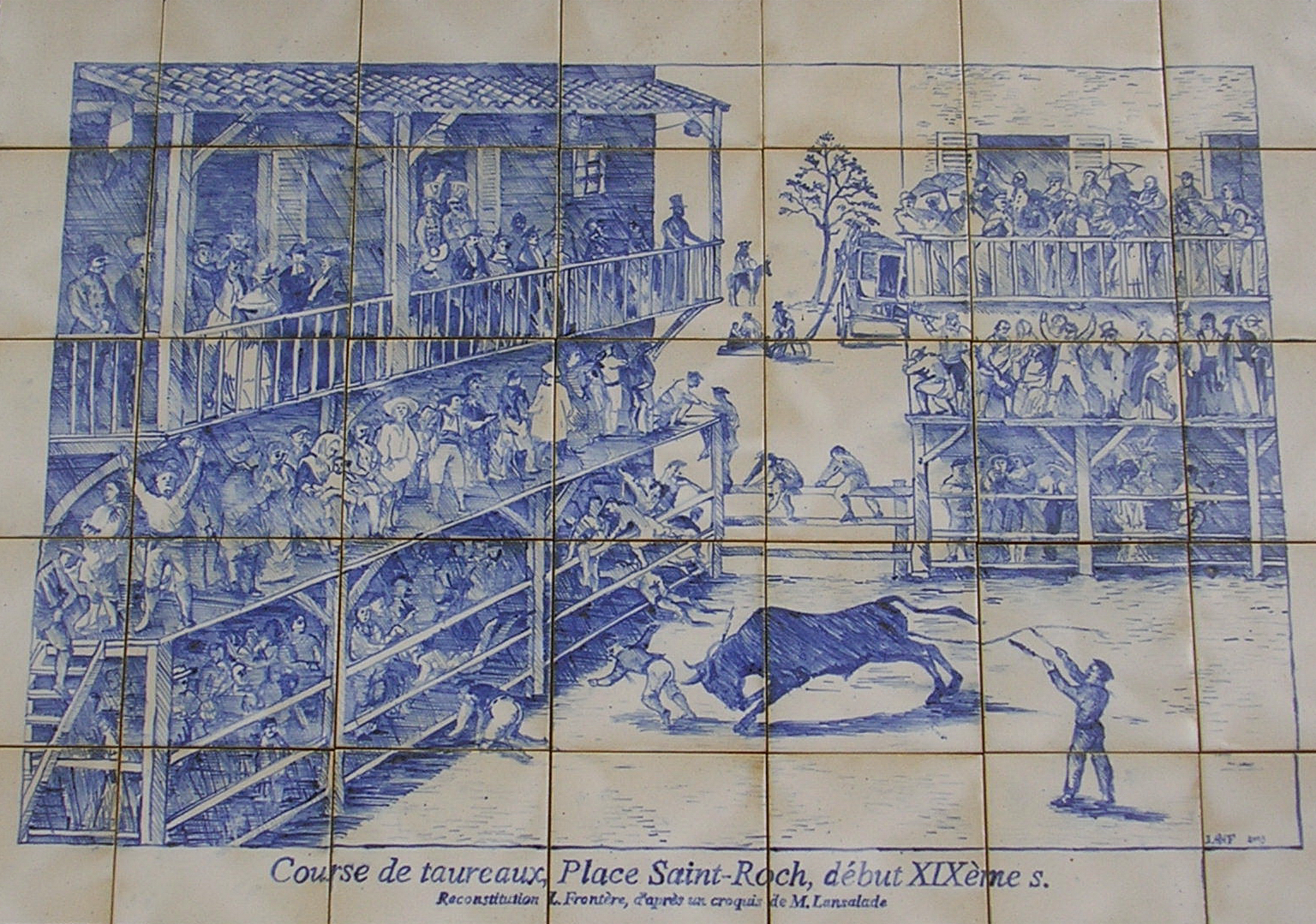
Corrida place Saint-Roch en el. Reconstrucción de L. Frontère a partir de un boceto de M. Lansalade

Mont-de-Marsan (Landas) Francia organiza corridas de toros desde aproximadamente el siglo XVII o siglo XVIII. En ese momento, la juventud de Mont de Marsan eligió a dos arrendatarios, uno en la ciudad y otro en las afueras, encargados de organizar la suelta de toros y bueyes en las calles. Consideradas peligrosas, estas carreras quedan finalmente prohibidas. Cuando Richelieu se entera de que las ciudades de las Landas van más allá de esta prohibición, declara que “ las ciudades de Mont-de-Marsan, Dax, Tartas y Saint-Sever construirán cada una un lugar rodeado de altas y sólidas barreras, rodeado de gradas para los espectadores ".
La plaza de Saint-Roch acogió entonces la primera plaza de toros de la ciudad. Ante la afluencia de espectadores en plazas de toros de construcción caótica, la ciudad debe intervenir para imponer estándares. Hacia finales del siglo XVII, los habitantes de Mont montaron un anfiteatro de madera digno de ese nombre en la plaza. Con capacidad para 4000 espectadores, se monta de forma itinerante en este lugar o en el lugar de la Tannerie para la celebración de los espectáculos taurinos .
El 19 de julio de 1878, víspera de las celebraciones de la Magdalena, se incendiaron la plaza de toros de la plaza de Saint-Roch. La población piensa en un acto delictivo y se conmueve por él. La idea de una construcción dura, menos vulnerable maduró. Así se construyeron la plaza de toros de Plumaçon, entre 1880 y 1889.
Son obra del arquitecto Jules Dupouy que las construyó en el solar de los campos y viñedos del minifundio de Plumaçon de donde toman su nombre. Antes de su anexión a Mont-de-Marsan en 1866, este sitio estaba fuera de la ciudad y estaba ubicado en la ciudad de Saint-Pierre-du-Mont. La inauguración, celebrada el 21 de julio de 1889 por José Rodríguez Pepete y los ecarteurs landeses, fue seguida de tres días de fiestas.

### Restauración
Al quedar demasiado pequeñas, las arenas fueron restauradas y ampliadas en 1933 y la nueva inauguración tuvo lugar el 16 de julio del mismo año, marcada por una novillada de Marcial Lalanda. MR Frank-Bonnefous, arquitecto a cargo del lugar, realizó un estudio de estilo de las plazas españolas a principios de la década de 1930 y se unió al movimiento arquitectónico regionalista de la época para llevar a cabo esta restauración. El edificio tiene hoy la forma de un polígono regular formado por 64 ángulos de lados iguales y un diámetro de 63 mètres.
La construcción de una capilla se planificó a partir de 1956 "a petición insistente de los toreros", pero no se llevó a cabo hasta 1962 por motivos presupuestarios. Con una superficie de 8 m2, se equipó en 1963 con un altar ocupado por una estatua de la Virgen de la Macarena (que lleva el nombre de un barrio y una iglesia de Sevilla) y una vidriera de un metro de diámetro realizada por R. Clercq-Roques, representando una muleta.
El 17 de julio de 1992 se inauguró frente a la entrada principal la estatua de El Torero, obra realizada el mismo año por el escultor nacido en Lourdes, Mauro Corda. El 19 de julio de 1992, dos días después, esta misma entrada principal pasó a denominarse entrada Nimeño II en homenaje al torero fallecido unos meses antes.

### La plaza de toros actualmente
La plaza de toros aun deben su reputación a las cinco corridas de toros que se organizan allí cada año en julio durante las fiestas de la Magdalena, completadas por dos novilladas (picada y sin picar), una corrida landesa, una concuso landes, una corrida de toros portuguesa y el curso de la Futuros taurinos, espectáculo mixto que da la oportunidad a los principiantes de las dos modalidades taurinas, la landesa y la española. El entretenimiento musical de las corridas de toros corre a cargo de la Orquesta de Mons. Robert Soldevilla fue el alguacil de las arenas desde 1948 hasta 2008.
El lugar alberga espectáculos en otras épocas del año, conciertos y juegos del juego Intervilles. El 21 de agosto de 1976, la plaza de toros de Mont de Marsan acogen el primer festival punk europeo.

El 15 de marzo de 2007, los estadios recibieron la etiqueta " Patrimonio del siglo XX ” Por su calidad arquitectónica.

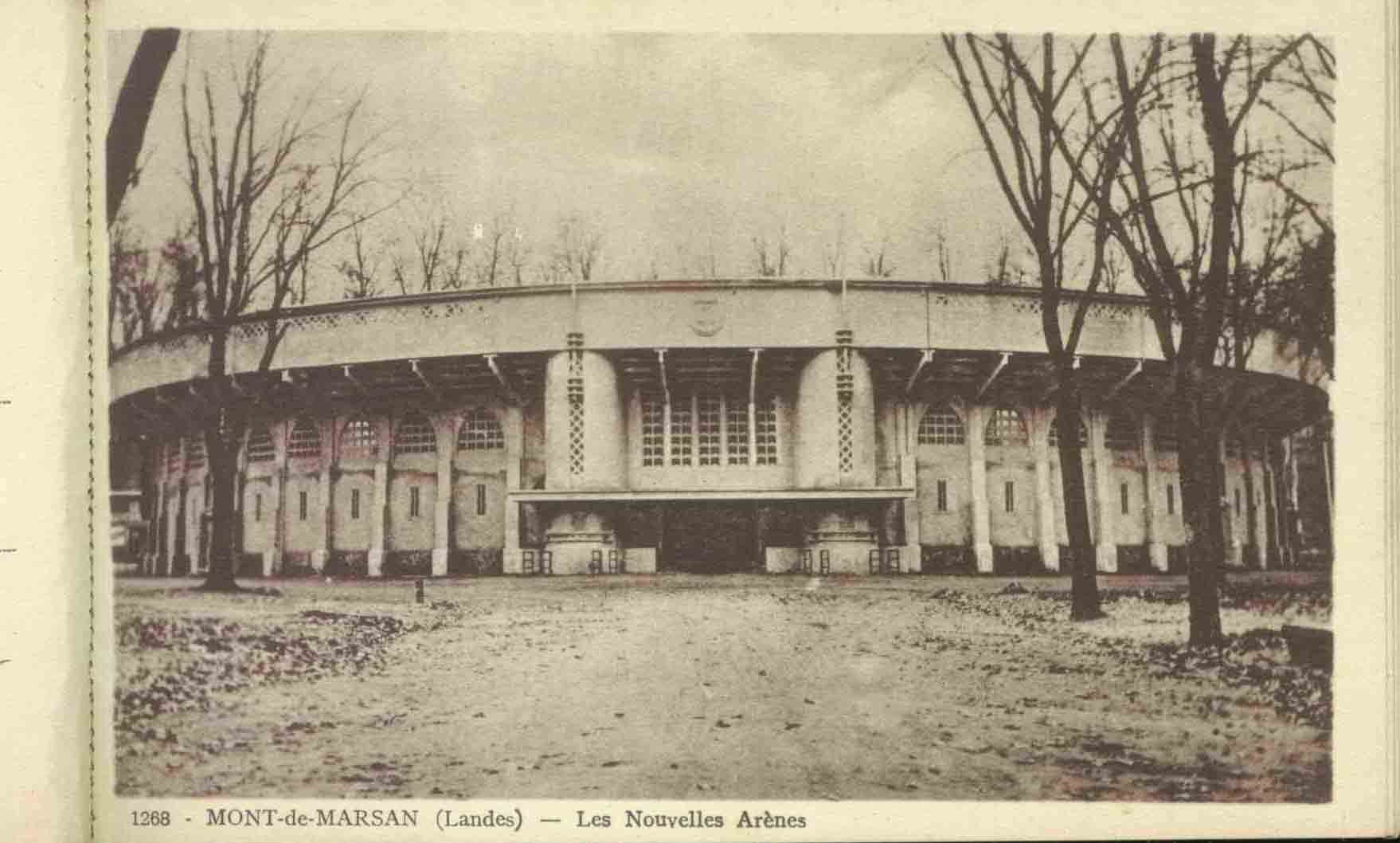
Foto antigua de " Arenas nuevas "
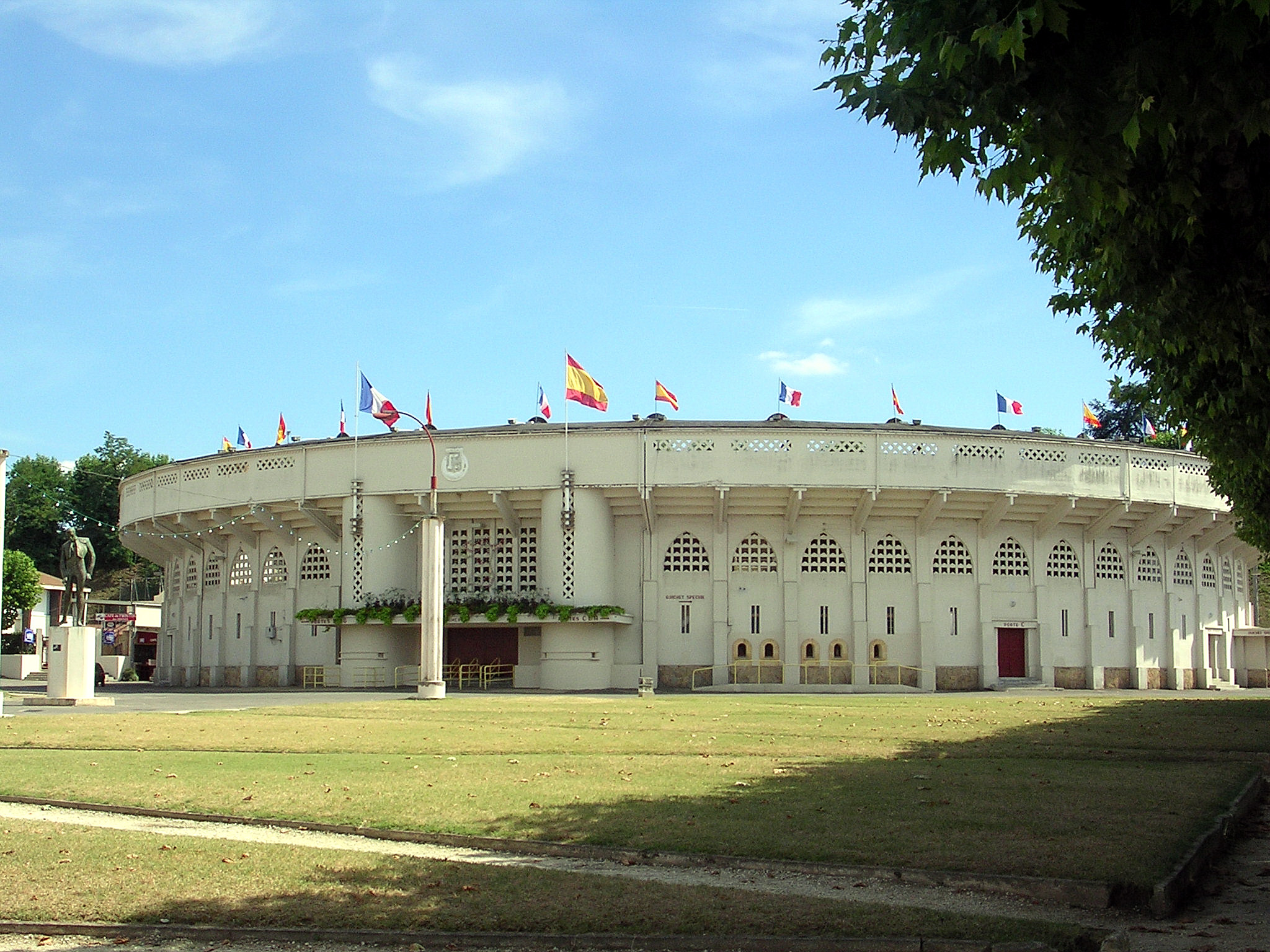
Las arenas de blanco, en 2006
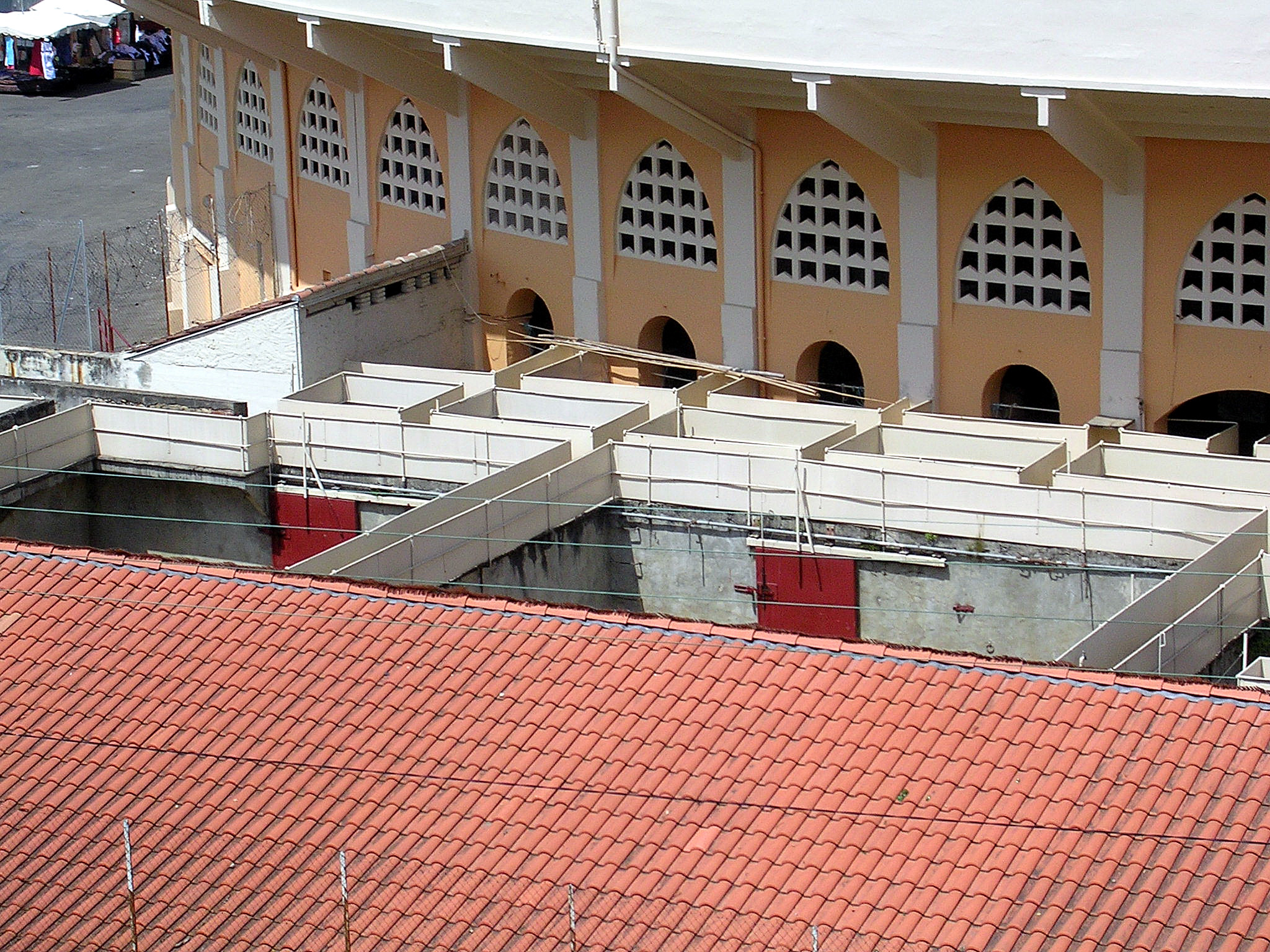
Toril arenas
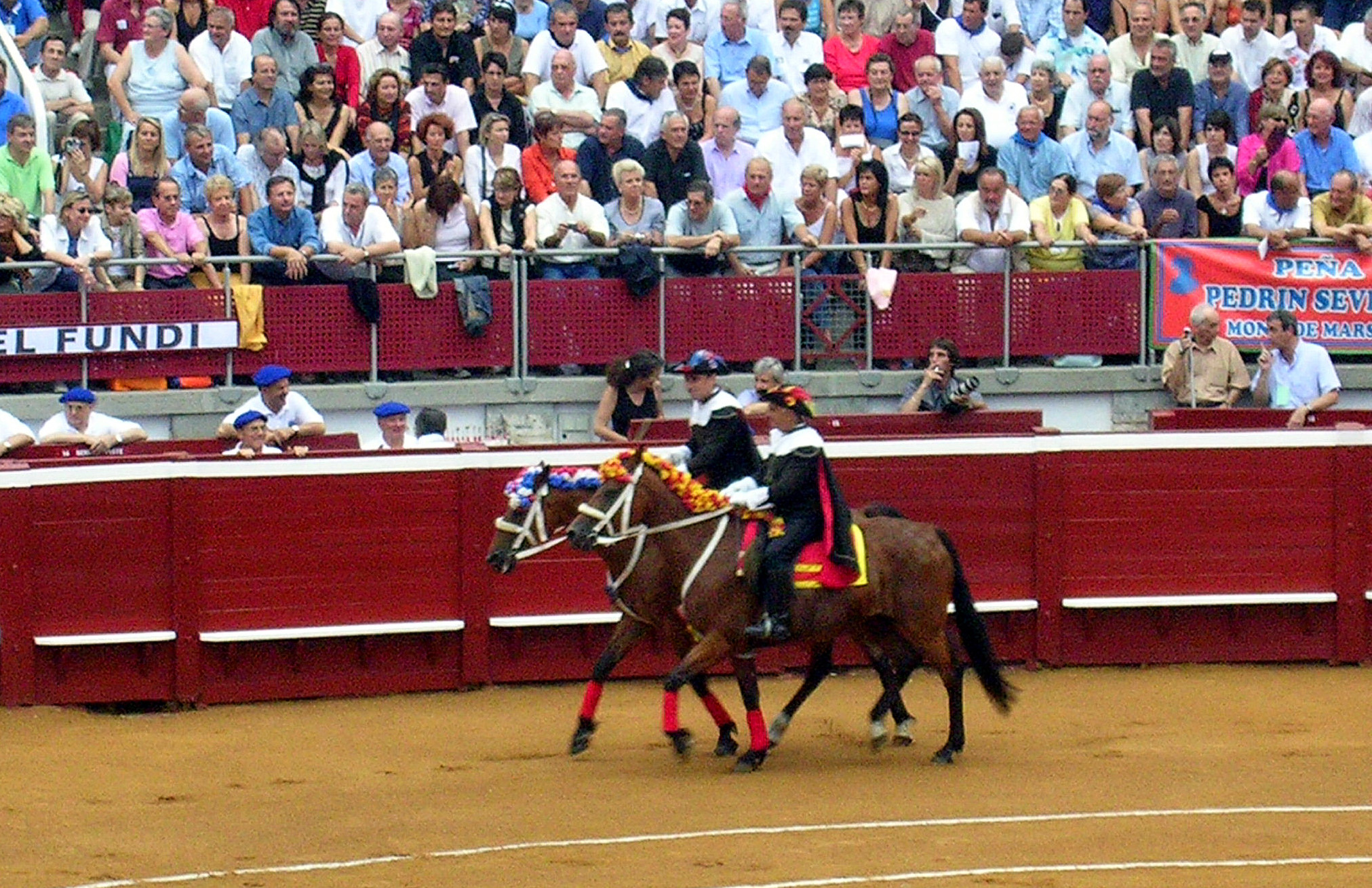
Despeje de los alguaciles
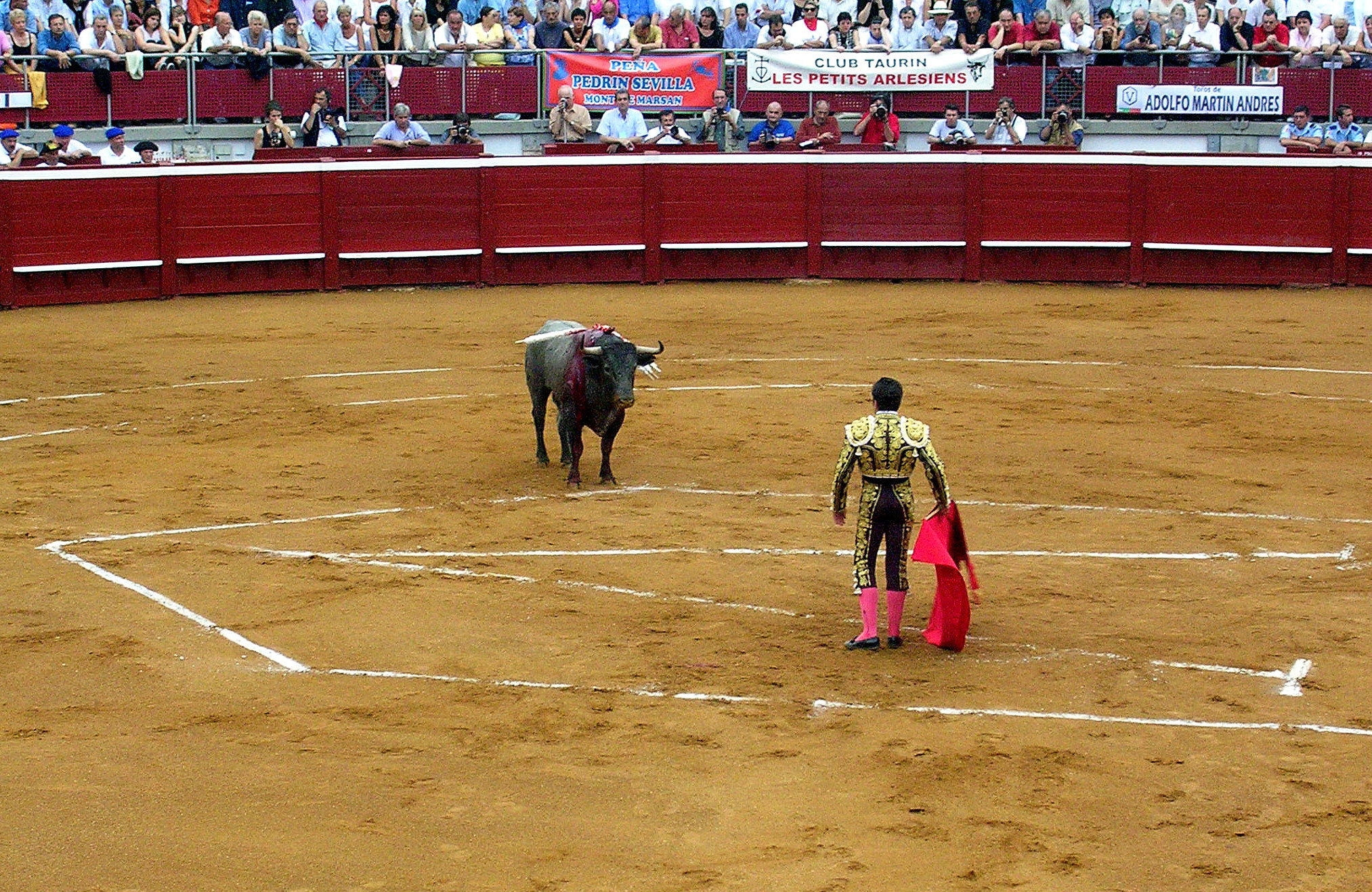
Faena
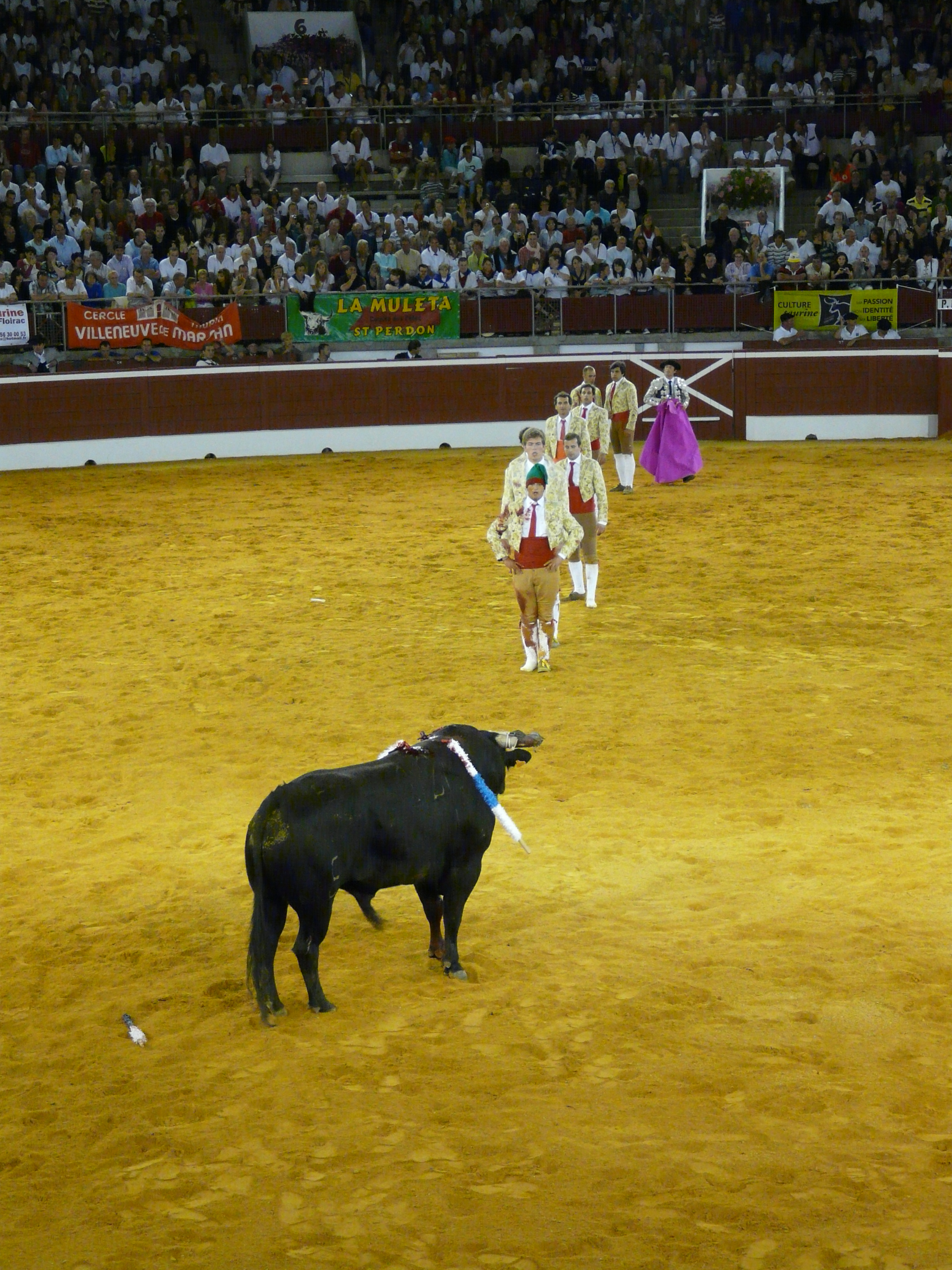
Forcados de una raza portuguesa
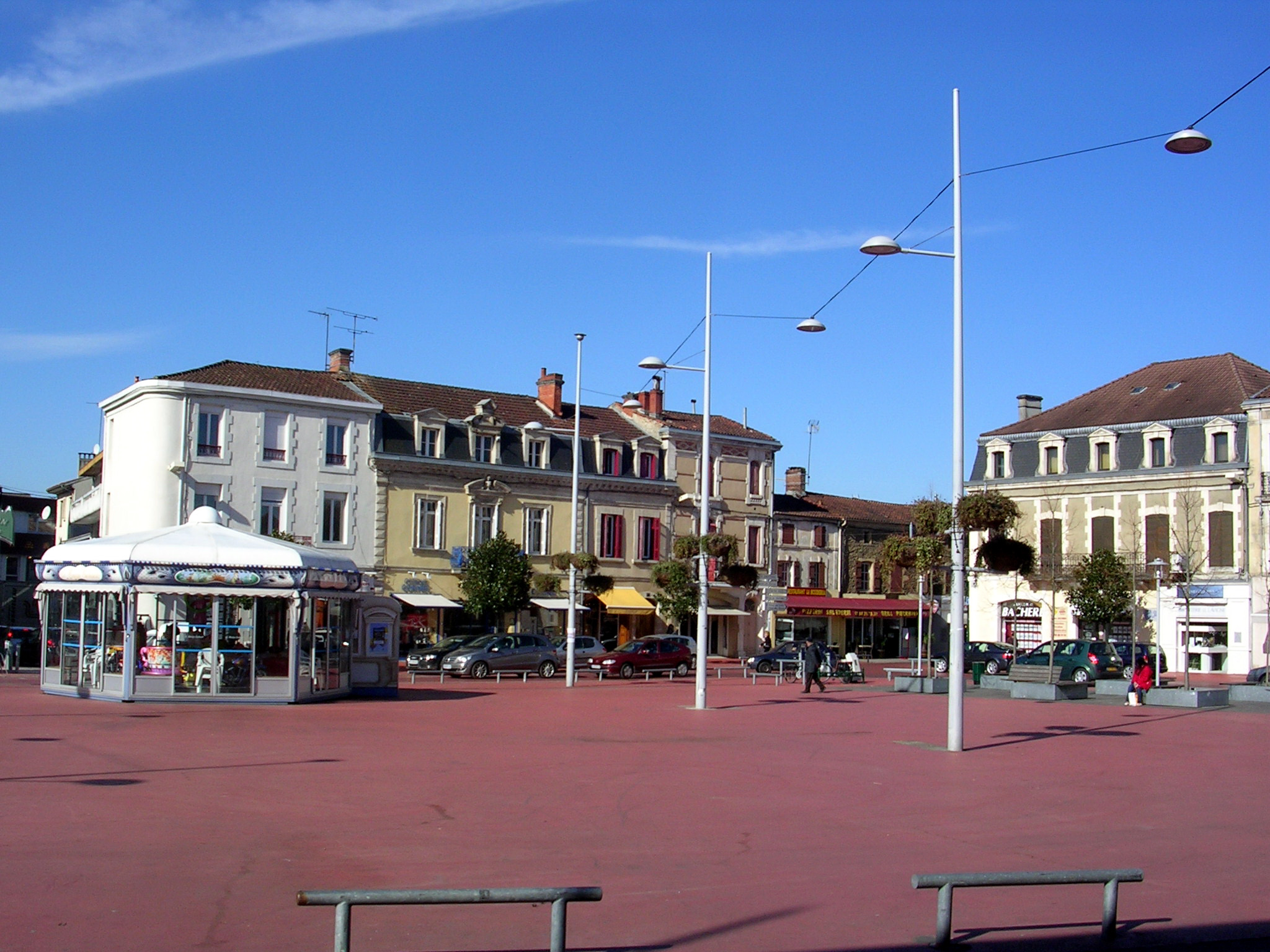
Place Saint-Roch, repintado de rojo en recuerdo de su tradición taurina
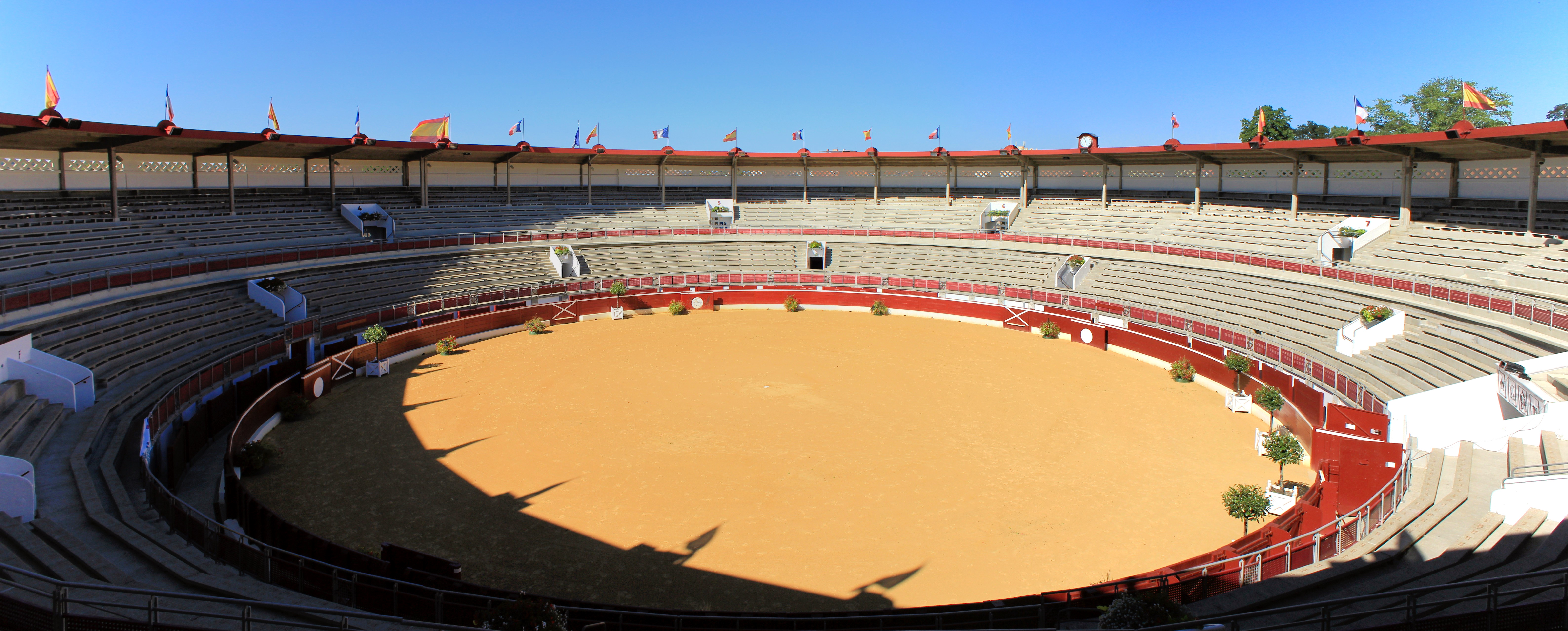
Ruedo y gradas
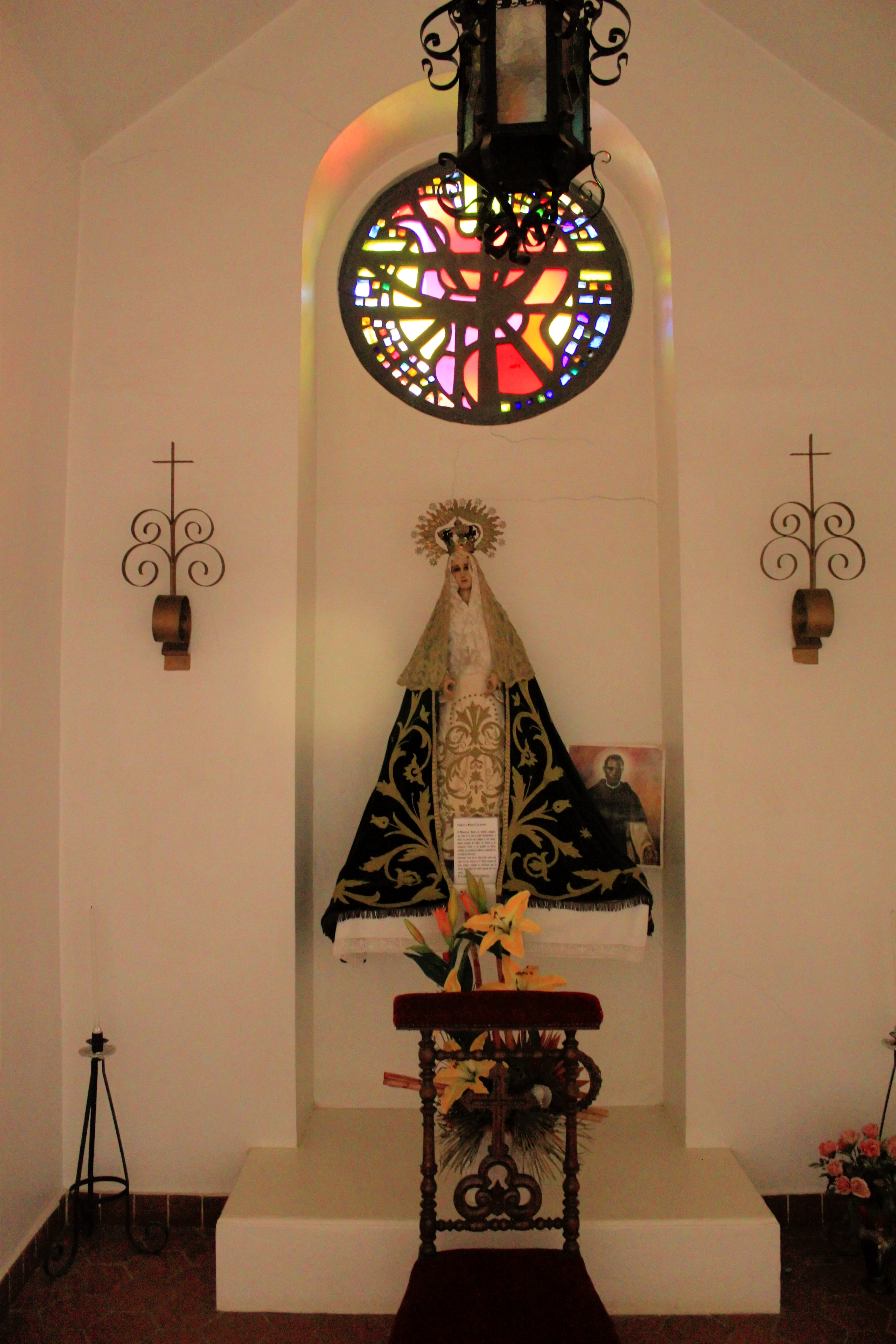
La capilla